# Relaciones Corea del Norte-Guinea Ecuatorial
Las relaciones entre la República Popular Democrática de Corea y Guinea Ecuatorial (en coreano: 적도 기니-조선민주주의인민공화국 관계) se refieren a la relación actual e histórica entre Guinea Ecuatorial y Corea del Norte. Si bien Guinea Ecuatorial no tiene ninguna representación diplomática en Corea del Norte, es uno de los pocos estados africanos que tiene una embajada norcoreana, ubicada en la capital, Malabo.

## Historia
Las relaciones diplomáticas entre la República de Guinea Ecuatorial y la República Popular Democrática de Corea (RPDC, comúnmente conocida como Corea del Norte) se establecieron en 1969, un año después de la independencia ecuatoguineana de España. El primer líder del país, el futuro presidente vitalicio, Francisco Macías Nguema, sería el líder de uno de los regímenes más brutales del continente africano. A pesar de su anticomunismo, mantuvo estrechas relaciones con la Unión Soviética y diversos estados prosoviéticos, siendo Corea del Norte prominente entre ellos. Al igual que el régimen zaireño de Mobutu Sese Seko, la RPDC apoyó a Macías Nguema, independientemente de su oposición ideológica ante el marxismo-leninismo.
Durante la década de 1970, Guinea Ecuatorial firmó acuerdos militares, técnicos y económicos con muchos estados socialistas, entre ellos, Corea del Norte.  Las tropas del Ejército Popular de Corea también fueron enviadas como consejeros del ejército de Guinea Ecuatorial. Bajo la inspiración del Partido de los Trabajadores de Corea, el único partido legal en el país africano fue rebautizado del "Partido Único Nacional" al "Partido Único Nacional de los Trabajadores" en julio de 1971.
Después de que Francisco Macías Nguema fuera derrocado y ejecutado por su sobrino y sucesor Teodoro Obiang Nguema Mbasogo en 1979, su familia huyó a Pyongyang, donde sus tres hijos fueron criados por el gobierno norcoreano. Uno de ellos, Monique, dejó la RPDC en 1994 después de quince años. En 2013 publicó sus memorias tituladas "Soy Monique, de Pyongyang".
A pesar de esto, las relaciones cercanas continuaron después del golpe y permanecen activas. En 2011, Yang Hyong-sop, vicepresidente de la Asamblea Popular Suprema de Corea del Norte, realizó una visita de cuatro días a Guinea Ecuatorial. En 2013, el presidente Teodoro Obiang, el tercer jefe de Estado no gubernamental más grande del mundo y uno de los líderes más ricos del mundo, recibió el "Primer Premio Internacional Kim Jong-il" por una delegación norcoreana. En 2016, Kim Yong-nam, presidente de la Asamblea Popular Suprema de Corea del Norte, visitó Guinea Ecuatorial y sostuvo conversaciones amistosas con el presidente Teodoro Obiang.